# Курц, Эсфирь Марковна
Эсфирь Марковна Курц (15 марта 1915, Бендеры, Бессарабская губерния — 17 октября 1981, Кишинёв) — молдавский советский сценарист и редактор. Заслуженный работник культуры Молдавской ССР (1967).

## Биография
С 1936 года работала редактором в Бухарестском корреспондентском пункте ТАСС. После окончания четырёх курсов Бухарестского университета в 1940 году была вынуждена возвратиться в Бессарабию в связи с присоединением края к СССР. Работала литературным сотрудником республиканской газеты «Бессарабская правда» в Кишинёве. До июля 1941 года работала редактором и переводчиком в Государственном издательстве Молдавии. Впоследствии заочно окончила Московский полиграфический институт.
После освобождения Молдавской ССР в 1944 году вернулась в Кишинёв, работала редактором на молдавском радио (1949—1958), а с 1958 по 1973 год — главным редактором национального радио Молдавии и художественно-литературного вещания молдавского национального телевидения. Член Союза кинематографистов Молдавии.
Автор сценария ряда документальных фильмов студии «Телефилм-Кишинэу», а также телепередач на республиканском телевидении.
Похоронена на Центральном (Армянском) кладбище в Кишинёве рядом с мужем — архитектором Робертом Евгеньевичем Курцом (1911—1980), главным архитектором Кишинёва в 1944—1951 годах.

## Фильмография
- «Песни над Днестром» (1960)
- «Вечерний Кишинёв» (фильмы-концерты, 1961 и 1962)
- «Песни радости» (1961)
- «Удачи тебе, Таня!» (1965)
- «Тудораш, Тудораш…» (1966)